# Nieuport 28
Nieuport 28 (N.28C-1) là một loại máy bay tiêm kích hai tầng cánh của Pháp trong Chiến tranh thế giới I, do hãng Nieuport chế tạo và Gustave Delage thiết kế.

## Quốc gia sử dụng
Argentina
- Không quân Argentina

 Pháp
 Greece
 Guatemala
- Không quân Guatemala

 Thụy Sĩ
- Không quân Thụy Sĩ

 Hoa Kỳ
- Lực lượng Viễn chinh Hoa Kỳ
- Cục Không quân Lục quân Hoa Kỳ
- Hải quân Hoa Kỳ

## Tính năng kỹ chiến thuật (Nieuport 28)

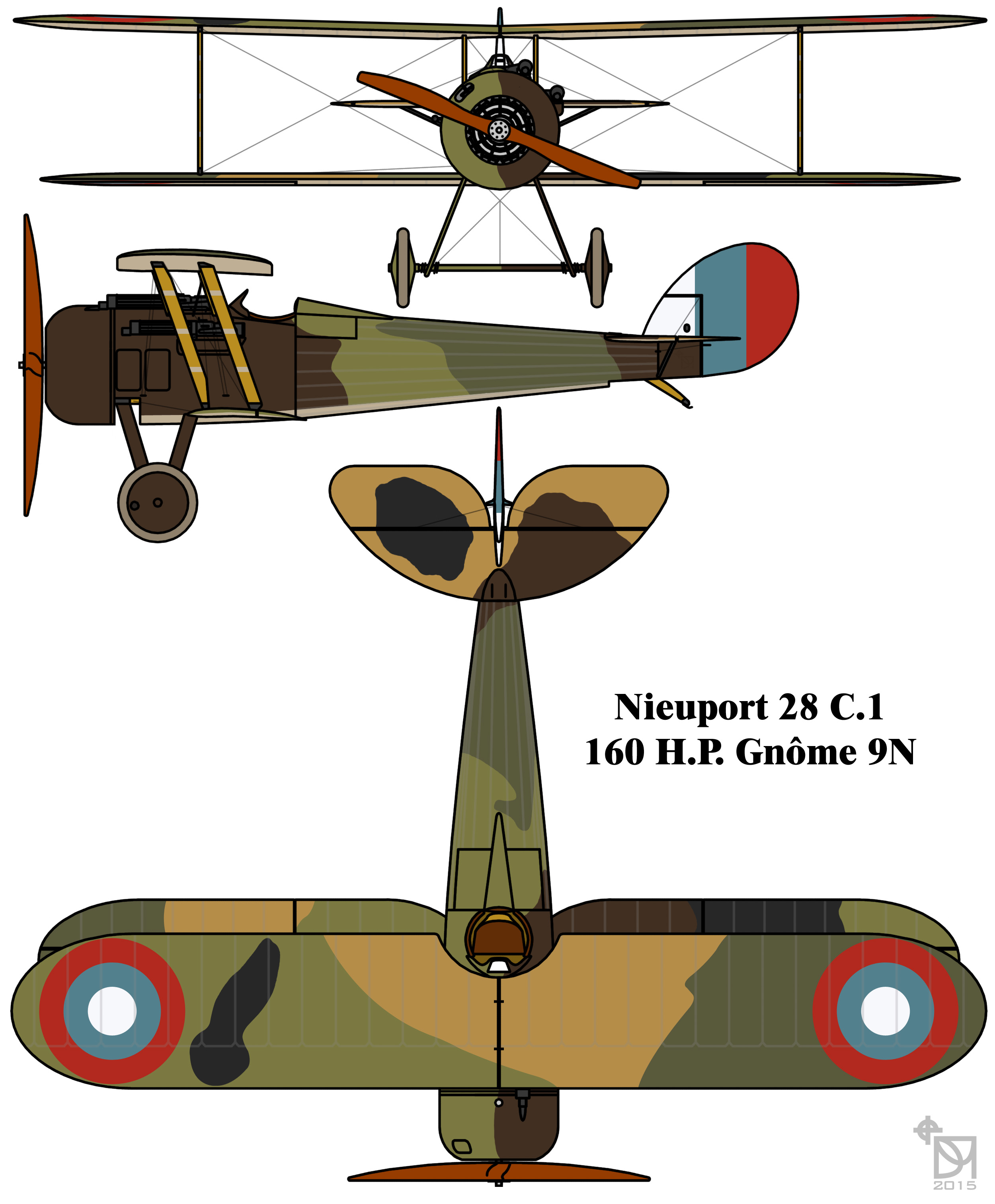
Nieuport 28 C.1

Đặc điểm tổng quát
- Kíp lái: 1
- Chiều dài: 6,50 m (21 ft 4 in)
- Sải cánh: 8,16 m (26 ft 9 in)
- Chiều cao: 2,5 m (8 ft 0 in)
- Diện tích cánh: 15,8 m² (169 ft²)
- Trọng lượng rỗng: 475 kg (1.227 lb)
- Trọng lượng có tải: 560 kg (1.635 lb)
- Động cơ: 1 × Gnome 9-N rotary, 102kW (160 hp)

 Hiệu suất bay 
- Vận tốc cực đại: 198 km/h (123 mph) trên độ cao 2.000 m
- Tầm bay: 349 km (180 dặm)
- Trần bay: 5.300 m (17.390 ft)
- Vận tốc lên cao: 11,5 phút lên độ cao 3.000 m (9.840 ft)
- Tải trên cánh: 37,9 kg/m² (7,77 lb/ft²)
- Công suất/trọng lượng: 0,15 kW/kg (0,09 hp/lb)

Trang bị vũ khí

- 2 × Súng máy Vickers .303 in